# مارتي فلايشر
مارتي فلايشر (بالإنجليزية: Marty Fleisher)‏ هو لاعب الجسر ‏ أمريكي، ولد في 12 أكتوبر 1958.